# Sattarivier (Pajala)
De Sattarivier is een rivier die stroomt in de Zweedse  gemeente Pajala. De rivier ontwatert het Sattajärvi. Het 7 kilometer lange riviertje mondt uit in de Tuporivier.
Afwatering: Sattarivier → Tuporivier → Torne → Botnische Golf